# Temp
Temp (del ruso: Темп) es un posiólok del raión de Krylovskaya del krai de Krasnodar de Rusia. Está situado 11 km al suroeste de Krylovskaya y 148 km al nordeste de Krasnodar, la capital del krai. Tenía 253 habitantes en 2010
Pertenece al municipio Oktiábrskoye.

## Transporte
Al oeste de la localidad pasa la carretera federal M4 Don.